# Żądza śmierci
Żądza śmierci (ang Driven to Kill) – amerykański film akcji z 2009 roku. Film znany też w Polsce pod alternatywnym tytułem Rusłan.

## Treść
Rusłan, były członek rosyjskiej mafii w Ameryce, który wycofał się z działalności przestępczej, skupia się teraz na pisaniu książki o swoim życiu. Pewnego dnia dowiaduje się, że jego córka wychodzi za mąż. Decyduje się przybyć na jej ślub. Okazuje się, że wybrankiem jest Stephen, syn gangstera, największego wroga Rusłana. Jednak narzeczony córki zapewnia, że nie ma nic wspólnego z przestępczą działalnością ojca. Wkrótce dochodzi do tragedii: nieznani sprawcy włamują się do domu panny młodej, mordują jej matkę, a ją ciężko ranią. Rusłan postanawia schwytać sprawców.

## Obsada
- Steven Seagal – Rusłan
- Robert Wisden – Terry Goldstein
- Laura Mennell – Lanie Drachev
- Mike Dopud – Boris
- Crystal Lowe – Tania
- Dmitry Chepovetsky – Stephen
- Igor Jijikine – Mikhail
- Sergei Nasibov – Ilya
- Holly Eglington – Regime
- Dan Payne – Sergiei
- Ingrid Torrance – detektyw Norden
- Zak Santiago – detektyw Lavastic
- Inna Korobkina –  Catherine Goldstein